# L'Aurore boréale
Pour les articles homonymes, voir L'Aurore.
Pour l’article homonyme, voir pour le phénomène d'aurore boréale, voir aurore polaire.
L'Aurore boréale est un journal bimensuel canadien fondé en 1983 à Whitehorse, Yukon, membre de l'Association de la presse francophone. Il est le seul journal francophone du Yukon. Il est publié toutes les deux semaines (sauf en juillet) et est l'outil de communication numéro un pour la communauté francophone.
L'Aurore boréale est publié aux deux mercredis et distribué en kiosque presque partout au Yukon ainsi qu'à l'étranger, par le biais des abonnements.